# Asura callinoma
Asura callinoma är en fjärilsart som beskrevs av Edward Meyrick 1894. Asura callinoma ingår i släktet Asura och familjen björnspinnare. Inga underarter finns listade i Catalogue of Life.